# Dolno Reahovo, Silistra
Dolno Reahovo (în bulgară Долно Ряхово, în română Rahova de Jos) este un sat în comuna Glavinița, regiunea Silistra, Dobrogea de Sud, Bulgaria. 
Între anii 1913-1940 a făcut parte din plasa Turtucaia a județului Durostor, România.

## Demografie
Componența etnică a satului Dolno Reahovo
     Turci (56,62%)
     Bulgari (22,59%)
     Nicio identificare (20,78%)
     Altele (0%)
La recensământul din 2011, populația satului Dolno Reahovo era de 332 locuitori. Din punct de vedere etnic, majoritatea locuitorilor (56,62%) erau turci, cu o minoritate de bulgari (22,59%). Pentru 20,78% din locuitori nu este cunoscută apartenența etnică.